# Michael Joseph Hennig
Michael Joseph Hennig (* 22. November 1836 in Walldürn; † 26. März 1915 in Kappel am Rhein) war ein deutscher katholischer Geistlicher, Dekan des katholischen Landkapitels Lahr und Zentrumsabgeordneter der Zweiten Kammer der Badischen Ständeversammlung.

## Leben

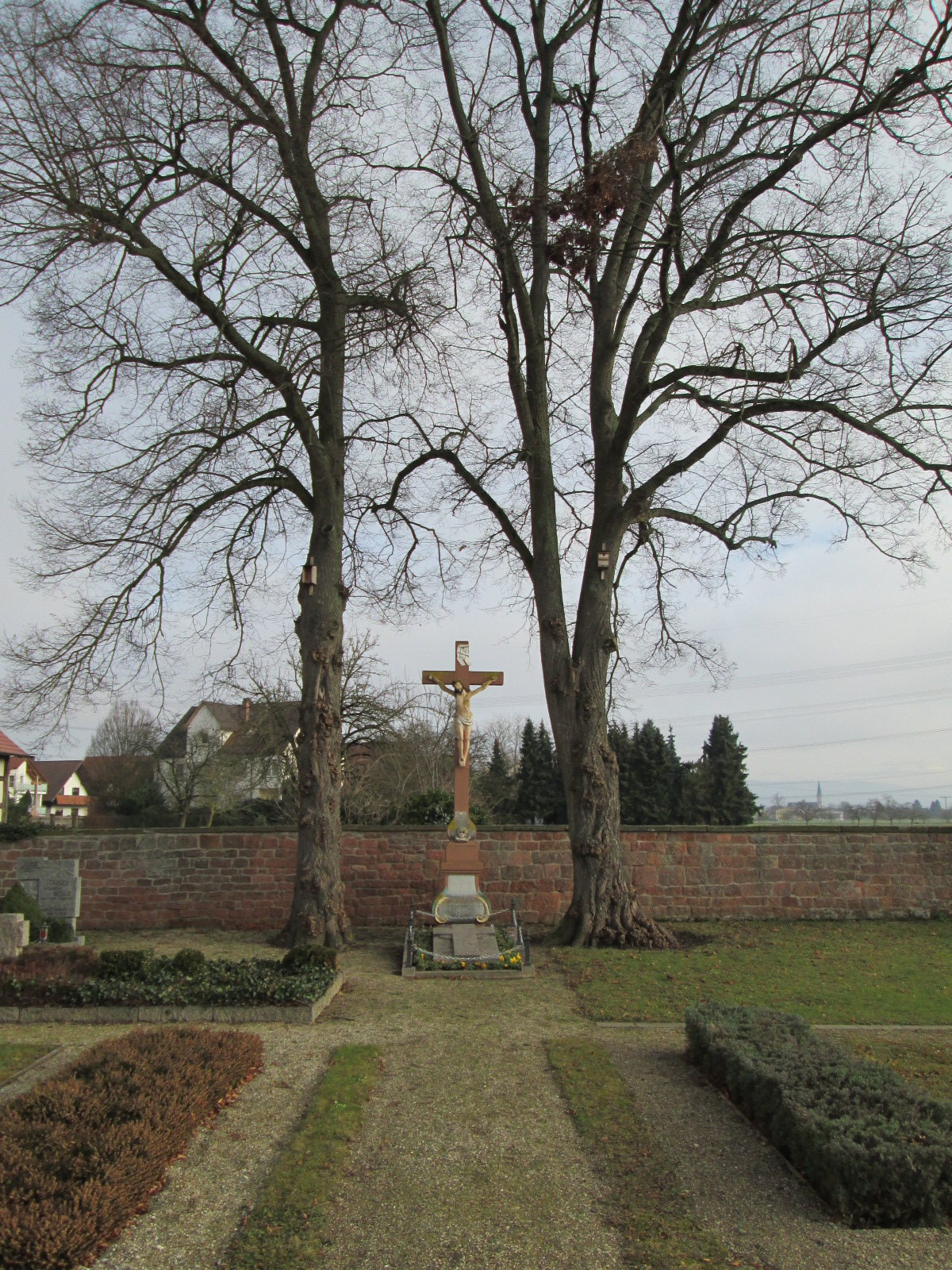
Grab von Michael Hennig auf dem Friedhof von Kappel am Rhein

Hennig wurde als eines von sechs Kindern von Franz Hennig und Maria Anna geb. Schell in Walldürn geboren. Er studierte an der Universität Freiburg Theologie und wurde im Priesterseminar St. Peter (Hochschwarzwald) für den Pfarrberuf vorbereitet. Nach der Priesterweihe im Jahr 1861 trat er ins Vikariat ein mit Stationen in Wiesental, Spechbach, Ladenburg, Furtwangen und Offenburg. Von 1864 bis 1871 war Hennig zunächst Pfarrverweser in Daxlanden/Karlsruhe und bekam dann im Jahre 1871 die Pfarrstelle in Seelbach bei Lahr. Von 1890 bis zu seinem Tod 1915 war er Pfarrer in Kappel am Rhein. 1889 wurde Hennig Geistlicher Rat und Dekan des Landkapitels Lahr, zu dem auch die Pfarrei in Kappel am Rhein gehörte. In dieser Zeit verfasste er eines der ersten systematischen Werke zur Geschichte des Raumes Lahr. Als Abgeordneter der Zentrumspartei war Hennig in den Jahren 1873 bis 1881 und 1888 bis 1908 Mitglied der Zweiten Kammer der Badischen Ständeversammlung.

## Schriften
- Geschichte des Landkapitels Lahr, Lahr 1893 (Selbstverlag des Verfassers).